# فیزیک اتمسفر
فیزیک اتمسفر یا فیزیک جو (به انگلیسی: Atmospheric physics) کاربرد علم فیزیک برای مطالعه جو است. این علم سعی دارد که جو زمین و دیگر سیارات را با کمک معادلات جریان سیال، مدل‌های شیمیایی و روند انتقال انرژی در جو مدل کند.